# 신계암
신계암(申繼黯, ? ~ ?)은 조선 후기의 역관(譯官)이다. 본관은 평산이다.

## 생애
일찍이 만주어에 능통하였으며, 1626년 인조 당시에 오윤겸(吳允謙)의 추천으로 만주어 역관이 되었다. 이후 1629년 사신을 따라 후금의 수도인 선양(瀋陽)을 방문했으며, 그 뒤 10여 년 동안 봄 · 가을 기간에 청나라를 내왕하면서 만주어와 만주 문자의 연구를 하였다.
이후 옛 여진 문자로 전해져 오던 교습서인 <구난(仇難)>, <거화(巨化)>, <팔세아(八歲兒)>, <소아론(小兒論)>, <상서(尙書)> 등 5책을 새로운 만주어로 개역했으며, 정묘호란 및 병자호란 당시에 청나라로 잡혀간 조선인 포로들의 송환에도 공헌하며 참상관(參上官)에 오른 뒤 승진을 거듭해 첨지중추부사(僉知中樞府事)를 역임하였다.